# Rachid Boudjedra
Rachid Boudjedra (Ain Beda, 5 settembre 1941) è uno scrittore algerino.

## Biografia
Interrompe gli studi liceali a Tunisi per prender parte attivamente alle rivolte che porteranno l'Algeria all'indipendenza dalla Francia.
Laureato in filosofia all'università di Algeri e alla Sorbona di Parigi, è stato un attivo rappresentante a Madrid del Fronte di Liberazione Nazionale algerino durante gli anni della lotta contro il colonialismo.
Diventato professore liceale di filosofia, ha insegnato nel Nordafrica, in Europa e negli Stati Uniti. A causa della sua opposizione agli integralisti islamici, fu costretto ad abbandonare l'Algeria per vari anni. Personaggio controverso, intellettuale impegnato su più fronti, Rachid Boudjedra si è imposto sulla scena della letteratura contemporanea come uno degli scrittori del Maghreb più impegnati sia da un punto di vista sociale, sia politico. Oggi vive tra Parigi e Algeri.

## Opere
- Pour ne plus rêver, Aleger, S.N.E.D. 1965, pp. 86
- La répudiation, Paris, Denoèl 1969, pp. 293.
- La vie quotidienne en Algerie, Paris, Hachette 19 71, «Vies quotidìennes contemporaines», pp. 253.
- Naissance du cinema algérien, Paris, Maspéro 1971, «Domaine maghré-bin», pp. 101.
- Journal palestinien, Paris, Hachette 1972, pp. 184.
- L'insolation, Paris, Denoèl 1972, pp. 236
- Topographie idéale pour una agression caractérisée, Paris, Denoèl 1975, pp. 243.
- L'escargot en têté attriti, Paris, Denoel 1977, pp. 172.
- Les 1001 années de la nostalgie, Paris, Denoèl 1979, pp. 399.
- Le vainqueur da mupe, Paxis, Denoèl 1981, pp. 245.
- Al-Tafàkkuk, «La disgregazione», Beyrut, Ibn Rochd 1981, e Alger,S.N.E.D. 1981; trad. dall'arabo dell'autore: Le demantèlement, Paris, Denoèl 1982, pp. 307.
- Liqàh, «Innesto», Alger, Amal 1983;trad. dall'arabo di A. Moussali
- Cerimoniale (Epoché, 2008)